# Constance Malleson

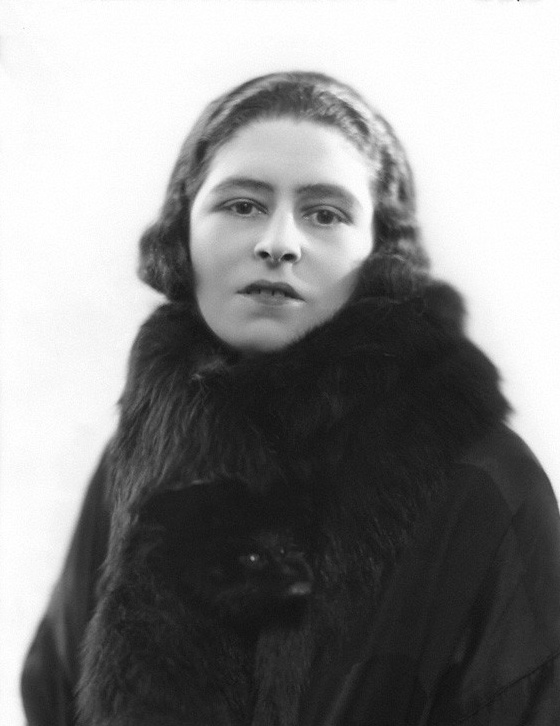
Constance Malleson

Lady Constance Mary Malleson (* 24. Oktober 1895 auf Castlewellan Castle als Lady Constance Mary Annesley; † 5. Oktober 1975 in Bury St Edmunds) war eine britische Schauspielerin und Schriftstellerin. 

## Leben
Malleson war die jüngste Tochter von Hugh Annesley, 5. Earl Annesley (1831–1908) und seiner zweiten Ehefrau Lady Priscilla Cecilia Moore (1877–1941). Sie studierte an der Royal Academy of Dramatic Art (RADA) und heiratete 1915 den Schauspieler William Miles Malleson (1888–1969). Mit ihrem Ehemann führte sie eine offene Beziehung, beide hatten über die Jahre in gegenseitigem Wissen verschiedene Partner. Ihre pazifistische Einstellung während des Ersten Weltkrieges brachte Lady Constance in den Kontakt mit Bertrand Russell (1872–1970), dessen Geliebte sie bald darauf wurde. Vor dessen Asienreise im Jahre 1920 beendete sie die Affäre und drei Jahre später ließ sich das Ehepaar Malleson scheiden. 
Colette O’Niel – wie Lady Constance auch genannt wurde – blieb Bertrand Russell bis zu seinem Tod freundschaftlich verbunden. Ihr Buch "The Coming Back" von 1933 ist "ein eingehendes und kaum verhülltes Portrait Russells" und schildert die Geschichte ihrer leidenschaftlichen Beziehung vom Beginn 1916 bis zum Herbst 1921.
Ihr Interesse an sozialen Reformen führte sie auf mehrere Auslandsreisen durch Europa und in den Vereinigten Staaten. In den 1930er und 1940er Jahren hielt Lady Constance mehrere Vorlesungen in Skandinavien.